# 木村武千代
木村 武千代（きむら たけちよ、1910年〈明治43年〉4月5日 - 2000年〈平成12年〉11月28日）は、昭和期の官僚、政治家。衆議院議員（6期）。

## 略歴
香川県大川郡津田町（現さぬき市）で生まれた。1937年（昭和12年）東京帝国大学法学部を卒業。高等試験行政科試験に合格し拓務省に入省。外務省に移り外務書記生となりメキシコ公使館などで勤務。その後、陸軍中野学校卒業し、陸軍大尉に進み除隊した。
三土忠造代議士の秘書を経て、大映に入社。永田雅一の社長秘書、外国部長などを務めた。東瀝青建設取締役も務めた。
1963年（昭和38年）、第30回衆議院議員総選挙に旧香川1区から自由民主党公認で出馬し初当選。1969年（昭和44年）第32回総選挙では無所属で出馬し再選された。以後、第36回総選挙まで4期連続当選し、衆議院議員に通算6期在任した。1972年（昭和47年）第1次田中角栄内閣・郵政政務次官、1974年（昭和49年）衆議院議事進行係、1976年（昭和51年）三木改造内閣・自治政務次官などに就任し、その他、衆議院地方行政医院長、同法務委員長、自民党総務会副会長、同両院議員総会副会長なども務めた。
1983年（昭和58年）第37回総選挙で藤本孝雄に3327票差で敗れる。
1986年（昭和61年）第38回総選挙には、病気のため不出馬。代わって息子の木村義雄が立候補し初当選した。
2000年に死去し、葬儀委員長は木村義雄の所属する派閥である近未来政治研究会の会長山崎拓が務めた。

## 国政選挙歴
- 1958年5月 - 第28回衆議院議員総選挙（香川県第1区、自由民主党）次点落選[6]
- 1960年11月 - 第29回衆議院議員総選挙（香川県第1区、自由民主党）次点落選[6]
- 1963年11月 - 第30回衆議院議員総選挙（香川県第1区、自由民主党）初当選[6]
- 1967年1月 - 第31回衆議院議員総選挙（香川県第1区、自由民主党）次点落選[6]
- 1969年12月 - 第32回衆議院議員総選挙（香川県第1区、無所属）当選[7]
- 1972年12月 - 第33回衆議院議員総選挙（香川県第1区、自由民主党）当選[7]
- 1976年12月 - 第34回衆議院議員総選挙（香川県第1区、自由民主党）当選[7]
- 1979年10月 - 第35回衆議院議員総選挙（香川県第1区、自由民主党）当選[7]
- 1980年6月 - 第36回衆議院議員総選挙（香川県第1区、自由民主党）当選[7]
- 1983年12月 - 第37回衆議院議員総選挙（香川県第1区、自由民主党）次点落選[7]

## 家族
- 妻 - 照子（陸軍中将・立憲政友会衆議院議員を務めた上原平太郎の長女）
- 息子 - 木村義雄（参議院議員・元衆議院議員、第1次小泉第1次改造内閣厚生労働副大臣、幸福銀行副社長頴川勉二の娘と結婚）
- 義兄 - 板谷康男（板谷商船取締役・志村化工常務、照子の兄、衆議院議員・参議院議員を務めた板谷順助の婿養子）
- 義弟 - 水島廣雄（そごう社長・会長、照子の妹静と結婚）

## 著書
- 『日本の危機に立って』永田書房、1978年9月14日。
- 『80年代に戦争は起こるか』弘文館、1980年。
- 『日本外交の基調 : 21世紀への針路』国際政経研究会、1981年10月20日。